# Хэй, Деннис
Деннис (Денис) Хэй (англ. Dennis (Denis) Hay, род. 5 октября 1949, Абердин) — шотландский и британский хоккеист (хоккей на траве), полузащитник, тренер. Участник летних Олимпийских игр 1972 года как игрок, бронзовый призёр летних Олимпийских игр 1992 года, участник летних Олимпийских игр 1988 года как тренер.

## Биография
Деннис Хэй родился 5 октября 1949 года в британском городе Абердин в Шотландии. Учился в Абердинской грамматической школе и Джорданхиллском педагогическом колледже.
Играл в хоккей на траве за «Инверлит» из Эдинбурга и «Уэстерн Уайлдкэтс» (до 1966 года). Выступал за сборные Шотландии по хоккею на траве и индор-хоккею c 1964 по 1974 год, провёл 73 матча за сборную. Стал основоположником хоккея на траве в Эдинбургском университете.
В 1972 году вошёл в состав сборной Великобритании по хоккею на траве на летних Олимпийских играх в Мюнхене, занявшей 6-е место. Играл в поле, провёл 1 матч, мячей не забивал.
По окончании игровой карьеры стал тренером. В 1982 году работал с женской сборной Шотландии. Тренировал женскую сборную Великобритании. Возглавлял её на двух летних Олимпийских играх: в 1988 году в Сеуле британки под началом Хэя заняли 4-е место, в 1992 году в Барселоне завоевали бронзовые медали.
В 2008 году совместно с тренером по лёгкой атлетике Стюартом Демпстером выпустил книгу «101 хоккейное упражнение для молодёжи» (101 Youth Hockey Drills), переизданную в 2010 году.